# Воскрешение сына Наинской вдовы
Воскрешение сына Наинской вдовы (фр. la résurrection du fils de la veuve de Naïm; англ. Resurrection of the son of the widow of Nain) — эпизод Евангелия от Луки, история чудесного воскрешения в городе Наине умершего юноши, «единственного сына у матери, а она была вдова» (Лук. 7:11—18). Это первое из трёх чудес Иисуса в канонических Евангелиях, в которых он воскрешает мёртвых, два других — воскрешение дочери Иаира и воскрешение Лазаря.

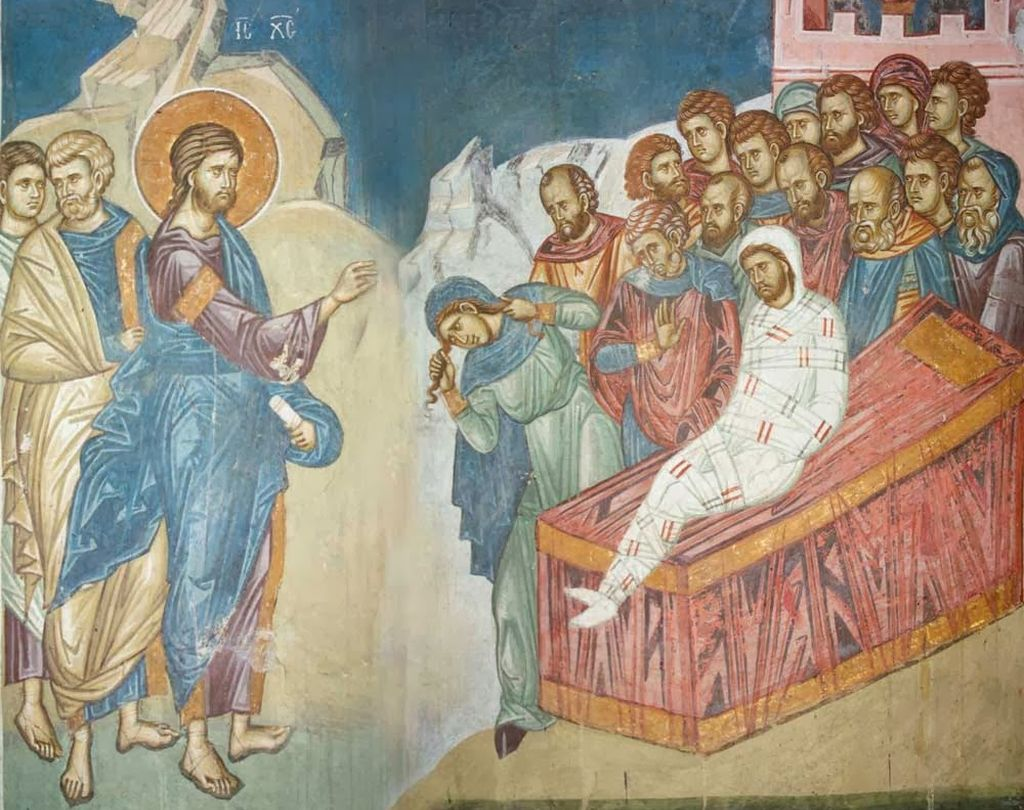
Традиционное изображение библейской сцены

Сюжет многих художественных произведений, в том числе:
- «Воскрешение сына наинской вдовы» (1565—1570) — картина Паоло Веронезе.
- «Воскрешение сына Наинской вдовы» — гравюра Джованни Фоло.
- «Воскрешение сына Наинской вдовы» — икона живописца Василия Шебуева в Исаакиевском соборе.
- «Воскрешение сына Наинской вдовы» — картина Луи-Жюля Этекса
- «Воскрешение сына Наинской вдовы» (1855) — картина Александра Бейдемана.
- «Воскрешение сына Наинской вдовы» (1879) — картина Вильгельма Котарбинского.